# Aspilota ventasa
Aspilota ventasa är en stekelart som beskrevs av Sergey A. Belokobylskij 2007. Aspilota ventasa ingår i släktet Aspilota och familjen bracksteklar. Inga underarter finns listade.